# 반대연구
정치에서 상대방 조사(opposition research) 또는 상대방 정보 조사(oppo research)는 정치적 상대방이나 다른 적대자에 대한 정보를 수집하여 그들의 신뢰를 떨어뜨리거나 약화시키는 데 사용하는 관행이다. 이 정보에는 전기, 법률, 전과, 병력, 교육, 재정 기록 또는 활동뿐만 아니라 이전 미디어 보도 또는 정치인의 투표 기록이 포함될 수 있다. 상대방 조사는 또한 트래커를 사용하여 개인을 추적하고 그들의 활동이나 정치 연설을 기록하는 것을 포함할 수 있다.
이 조사는 보통 출마 의사 발표와 실제 선거 사이 기간에 수행되지만, 정당들은 수십 년을 아우르는 장기 데이터베이스를 유지한다. 이 관행은 전술적 기동이자 비용 절감 조치이기도 하다. 이 용어는 정보 수집뿐만 아니라 네거티브 캠페인의 한 구성 요소로서 정보가 어떻게 활용되는지를 지칭하는 데 자주 사용된다.

## 기원과 역사
기원전 1세기, 마르쿠스 툴리우스 키케로는 상대방에게 해로운 정보를 수집하여 그들을 공격하는 데 사용했다고 전해진다. 그는 한 정치적 상대방인 루키우스 세르기우스 카틸리나를 다른 아내를 얻기 위해 아내를 살해했다고 비난했다. 그는 필리피카이로 알려진 연설에서 마르쿠스 안토니우스를 공격했고, 결국 안토니우스는 그의 머리와 오른손을 잘라 로마 포럼에 전시하게 했다.
상대방 조사는 또한 기원전 5세기에 손무가 출간한 손자병법과 같은 고대 문헌에서 볼 수 있듯이 군사 계획에서 기원한다. 전사를 위한 이 지침서는 상대방의 약점을 이해하고, 스파이를 사용하며, 약한 순간에 공격해야 할 필요성을 설명한다.
18세기 잉글랜드와 아일랜드섬에서는 상대방 조사가 휘그당과 토리당 사이의 추문 조장 팸플릿 전쟁 형태로 나타났다. 대니얼 디포, 조너선 스위프트, 헨리 필딩과 같은 작가들이 종종 가명을 사용하여 참여했다. 이러한 강력한 공격의 전통은 나중에 토머스 페인과 벤저민 프랭클린과 같은 작가들이 상대방 조사를 수행하고 그 결과를 발표했던 아메리카 식민지에서도 재현되었다.
"상대방 조사"라는 문구가 뉴욕 타임즈에 처음 등장한 것은 1971년 12월 17일, 여성 공화당 자원봉사자에 의한 에드먼드 머스키 대통령 선거 운동 침투를 묘사하는 기사에서였다: "...워싱턴 신문에 공화당 본부의 '상대방 조사' 프로그램에 대한 기사가 실렸다..."
상대방 조사는 1970년대에 닉슨 행정부의 연설작가였던 켄 카치지안이 닥치는 대로 그때그때마다 "뒤죽박죽"하는 방식 대신, 미래의 선거에 대비하여 공화당이 개인에 대한 파일을 유지할 것을 제안하면서 체계화되었다.

## 방법
상대방 조사는 캠페인의 규모와 자금, 후보자의 윤리, 그리고 수행되는 시대에 따라 엄청나게 달라진다. 정보 수집은 세 가지 주요 범주로 분류될 수 있다: 정보의 자유법에 의해 가능해진 오픈 소스 조사, 비밀 작전 또는 "트레이드크래프트", 그리고 정보원 인간 시스템 유지. 점점 더 전자 기록의 데이터 마이닝이 사용된다. 정보는 미래 사용을 위해 저장되고 다양한 방식으로 유포된다. 지방 선거에서는 때때로 상대방의 모든 공개 성명과 투표 기록을 검토하는 직원이 전담하지만, 다른 선거에서는 상대방을 부정적인 시각으로 제시할 미리 정해진 "내러티브"를 진전시켜 대중을 의도적으로 오도하기 위한 역정보 또는 "블랙 옵스" 기술을 사용하는 소문 캠페인을 시작한다.
또 다른 기법은 상대방의 작전에 침투하여 유급 정보원을 배치하는 것이다. "회색 선전" 기법은 전략사무국과 같은 정보 기관이 제2차 세계 대전 동안 사용했던 역정보 전술에서 물려받은 기술로, 출처가 제대로 식별되지 않고 해로운 정보를 뉴스 미디어에 공개하는 데 자주 사용된다.
정당 활동가들 사이의 파일 공유는 매우 흔하다. 2008년 대통령 선거에서 공화당 부통령 후보 세라 페일린에 대한 상대방 조사 자료가 정치 블로그 사이트인 Politico.com에 전문이 게시되었다. 이 파일은 2006년 알래스카 주지사 선거에서 그녀의 상대였던 토니 놀스의 직원들이 작성한 것이었다.
"오포 덤프(Oppo dumps)"는 정치 캠페인에서 공개 기록, 당 기록 보관소 및 개인 소장품의 비디오 영상, 그리고 활동가들이 수집한 사적 정보를 포함하여 해로운 정보를 언론 매체에 체계적으로 제공하는 데 사용된다. 많은 프라임 타임 텔레비전 및 라디오 뉴스 해설은 이러한 당 생성 자료의 공급에 의존하는데, 이는 무료이므로 조사 기자에게 비용을 지불하는 것보다 비용 효율적이기 때문이다.
상대방 조사로부터 이득을 얻는 후보자 및 현직자들은 연구원에 대해 형사 고발이 제기될 경우 그럴듯한 부인을 보장하기 위해 캠페인의 운영 및 전술에 대해 알지 못하는 것을 선택하는 경우가 많다.

### 트래커 및 비디오 촬영
또 다른 기술은 정보나 인력을 언론 매체 내에 배치하는 것이다. 종종 정보는 캠페인 자금으로 운영되는 "트래커 프로그램"에서 수집된 비디오 영상인데, 여기에서 비디오그래퍼들은 후보자의 일정을 추적하여 가능한 한 많은 발언을 기록한다. 이는 그들이 말하는 모든 것이 그들에게 불리하게 사용될 수 있고 사용될 것이기 때문이다. 이는 전 상원의원 조지 앨런의 "마카카 순간"의 경우와 같았다. 2006년 선거에서 버지니아 상원의원 조지 앨런은 상원의원이 비디오그래퍼/상대방 조사원을 "마카카" 또는 원숭이라고 부르는 비디오테이프 때문에 낙선했다. 이 이름은 인종차별적인 비방으로 간주되었고, 이 사건이 주류 언론과 인터넷에 널리 방송되자 앨런 캠페인은 그 피해를 극복할 수 없었다.
2021년 뉴저지 주지사 선거에서 필 머피 주지사의 캠페인을 위해 일하는 트래커는 공화당 후보 잭 시아타렐리의 공개 행사에 정기적으로 참석하여 잠재적인 상대방 조사 용도로 그의 발언을 기록했다. 시아타렐리 캠페인은 트래커의 역할을 인지하고 타운홀 미팅에서 그를 공개적으로 인정하기로 결정했는데, 이는 현대 캠페인 전략에서 트래커가 얼마나 일상적이고 필수적인 존재가 되었는지를 보여주는 지표이다.

### 디지털 미디어 및 위키백과
2005년 미국 정치학회에서 발간된 디지털 미디어 전략 분석에서는 새로운 기술이 "정치 엘리트"가 데이터베이스 및 인터넷 기술을 사용하여 상대방 조사를 더 쉽게 할 수 있도록 하지만, 개인 정보 보호 옹호자들을 격분시키고 인터넷 사용자들이 거의 이해하지 못하는 은밀한 데이터 마이닝 기술을 사용한다고 보았다. 정치적 행위자, 정책 옵션, 그리고 공적 영역에서의 행위자와 의견의 다양성에 대한 데이터는 "더 풍부"해지지만, "사람들이 실질적으로 참여하지 않고도 정치적으로 표현할 수 있는 용이성" 때문에 시민 의식은 "더 얇아"진다고 보았다.
페이스북 사진은 힐다 솔리스를 교체하기 위한 2009년 캘리포니아 제32회 연방 하원 특별 선거에서 상대방 조사원의 도구가 되었다. 선두 주자인 민주당 길 세딜로는 26세 에마누엘 플레이테즈를 겨냥한 우편물을 보냈는데, 플레이테즈의 페이스북 사진들을 묶어 그가 과음으로 파티를 즐기고 갱단과 어울린다고 시사했다. 우편물의 텍스트는 플레이테즈가 라틴계 무대 배우와 함께 포즈를 취하고 라틴계 유권자 등록 운동 손 사인을 사용하는 것이 "갱 사인을 플래싱"하는 것이라고 시사했다.
2006년, 조지아 민주당 주지사 후보 캐시 콕스의 선거 운동 관리자 모턴 브릴리언트는 콕스의 상대인 마크 테일러 부주지사가 콕스 선거 운동이 위키백과 테일러 페이지에 상대방 조사 파일에서 가져온 정보를 추가했다고 폭로한 후 사임했다. 위키백과 공동 설립자 지미 웨일스는 이 자료가 콕스 선거 운동과 관련된 IP 주소에서 왔음을 확인했다. AP 통신 분석을 인용하여 CNN은 위키백과가 상대방 조사원들의 "인기 있는 도구"로 사용되는 문제가 너무 만연해져 위키백과가 제출 지침을 변경하고 캐피틀힐 직원들이 위키백과 콘텐츠를 변경할 때 운영자들이 알 수 있도록 경고를 설정했다고 보도했다. 그러나 원하는 사람은 누구나 캐피틀힐과 관련 없는 IP 주소를 사용하여 이를 우회할 수 있었다.

### 풀뿌리 캠페인
상대방 조사는 풀뿌리 운동가 단체의 필수 구성 요소이다. 기업 또는 정치적 상대방에 대한 조사는 운동가 단체가 숫자를 늘릴 지역을 목표로 삼고, 초점 또는 "목표"를 구체화하고, 목표의 취약점을 파악하고, 숨겨진 자금원 또는 거의 알려지지 않은 연결을 밝히고, 위협 전술을 조사하고, 입법 이니셔티브를 강화하는 데 도움이 될 수 있다.
2008년 대통령 선거에서 블로그 토킹 포인트 메모는 조지 W. 부시 행정부의 미국 검사 해임 논란을 밝혀주는 공개 문서를 자원봉사자 그룹이 조사하는 "협력적 시민 보고 프로젝트"를 개척했다. 선라이트 재단과 같은 다른 조직들은 미트 롬니의 재정 공개 명세서와 빌 클린턴의 소득 명세서와 같은 공개 기록을 시민들이 조사하도록 장려했다.

### 예방 조치
선거 캠페인을 위한 정치 전략에는 특히 항목별 지출 보고서에서 상대방 조사원들에게 탄약을 제공할 수 있는 공개 절차에서 너무 많은 정보를 제공하는 것을 피하기 위한 예방 조치에 대한 코칭이 종종 포함된다. 더 힐에 글을 쓰는 한 전략가는 "이러한 잠재적인 문제 중 일부를 제거하기 위해 캠페인은 캠페인 재정 보고서의 문구를 검토하는 시간을 가져야 한다"고 조언한다.

'X 의원에 대한 배경 조사 및 공개 기록 검색에 3,000달러를 지출했다'고 보고하는 대신, 지출을 '이슈 조사' 또는 단순히 '조사'로 기재하라... 추가적인 재정 신고 팁: 후보에게 '전략 회의'를 위해 값비싼 레스토랑에 캠페인 자금을 사용하는 것에 대해 경고하라. 캠페인 자금으로 루스 크리스나 모턴스 스테이크하우스에서 식사하는 것은 보기 좋지 않다. 언론은 후보자의 비용에 대해 약간 놀릴 수 있다. 기부자들은 자신의 기부가 잘못 사용되고 있다고 느낄 수 있고 다시는 기부하지 않을 수 있다. 

### 자금 지원 및 기관
의회 및 대통령 상대방 조사는 종종 특정 문제에 대해 연합하는 정당, 로비 단체, 정치활동위원회(PAC) 또는 527 단체에 의해 수행되거나 자금을 지원받는다. 미국에서는 공화당과 민주당 모두 전임 "조사 책임자"를 고용하고 상대방에 대한 데이터베이스를 유지한다. 최근 몇 년 동안 상대방 조사 업무는 많은 지역에서 민영화되었다. 미디어 제작 또는 "풀뿌리" 운영을 전문으로 하는 영구 직원을 둔 전임 회사들이 자원봉사자 및 캠페인 관계자를 대체했다. 정치 미디어 컨설턴트들은 또한 후보자의 공약에 대한 광범위한 대중적 호소력을 가장하는 아스트로터핑 기술을 선택할 수도 있다.

## 오스트레일리아
2011년 10월, 호주에서는 퀸즐랜드 자유국민당이 작성한 '더러운 파일' 유출과 전직 오스트레일리아 노동당 활동가가 해당 자료 작성에 도움을 주도록 고용되었다는 추가 폭로로 미디어 폭풍이 일어났다.
주요 당 관계자들이 해당 자료의 존재를 알지 못했다고 항변했음에도 불구하고, 이후 퀸즐랜드 자유국민당의 상대방 조사 전략가가 이전 선거에서 SWOT 분석의 일환으로 해당 자료를 작성해왔음이 밝혀졌다. 이는 '신속 대응 부대'를 위한 부정적인 공격 메시지의 기반이 되었다.

## 남아프리카 공화국
2017년 1월, 아프리카 국민회의 (ANC)는 시흘레 볼라니가 요하네스버그 고등법원에 워 룸 프로젝트에 대한 대가를 요구하는 진술서를 제출하면서 폭로되었다. 워 룸의 임무는 민주동맹과 경제해방투사 캠페인을 "무력화"하고 다양한 미디어를 사용하여 친-ANC 의제를 설정하는 것이었으며, ANC의 개입을 드러내지 않았다.

## 미국

### 대통령 선거
1824년과 1828년 대통령 선거에서 앤드루 잭슨의 반대자들은 그의 결혼 기록을 파헤쳐 그가 첫 남편과 법적으로 이혼하기 전에 레이철 로바즈와 결혼한 것에 대해 간통자였다는 인상을 주려 했다. 잭슨은 1791년에 남편이 이혼했다는 진술에 근거하여 그녀와 결혼했고, 1791년의 비인정 결혼식과 1794년의 법적 수정 결혼식 두 번의 결혼식을 가졌다. 그의 정치적 반대자들은 수십 년 후에 이 정보를 그에게 불리하게 사용했고, 그는 아내의 명예를 위해 많은 결투를 벌였다. 레이철 로바즈는 잭슨이 첫 임기로 취임하기 전에 사망했다. 그는 상대방의 압력으로 인해 그녀가 사망했다고 주장했다.
1858년, 에이브러햄 링컨의 법률 파트너였던 윌리엄 헌든은 일리노이 주립 도서관에서 1860년 대통령 선거에서 스티븐 A. 더글러스와 맞설 준비를 위해 "링컨 씨가 모으기로 결정한 모든 탄약"을 수집하는 조사를 수행했다.
1980년 대통령 선거에서 지미 카터 대통령과의 로널드 레이건의 토론을 준비하면서 레이건 캠페인 참모들은 카터의 전략에 대한 정보를 포함한 200페이지 분량의 브리핑 책자를 알 수 없는 상황에서 입수했는데, 이 책자는 참모인 데이비드 스톡먼과 데이비드 거젠이 레이건을 준비하는 데 사용했다. 연방수사국과 법무부는 레이건 캠프가 정보를 어떻게 입수했는지 조사했다. 두 법학 교수는 1978년 정부 윤리법에 근거하여 특별 조사를 요청하는 소송을 워싱턴 연방 지방 법원에 제기했다. 카터 참모진은 책자가 백악관에서 도난당했다고 믿었지만, 조사는 어떠한 법도 위반되었다는 신뢰할 만한 증거를 발견하지 못했다. 하원은 자체 조사를 수행했고, 2,314페이지 분량의 보고서에서 레이건 참모진이 책자 사본 두 권을 가지고 있었는데, 하나는 미래의 중앙정보국 국장이 될 레이건 캠페인 책임자 윌리엄 J. 케이시에게서 받은 것이라고 결론 내렸다. 제임스 베이커는 문서 입수를 케이시의 소행으로 돌렸지만, 케이시는 그에 대해 아는 바가 없다고 주장했다. 그리고 레이건 보좌관 데이비드 거젠의 "아프가니스탄" 파일에서 발견된 카터 캠페인 문서 분석 결과, 그 문서들은 국가안전보장회의, 월터 먼데일 부통령, 국내 고문 스튜어트 아이젠스탯이라는 세 곳의 백악관 사무실에서 온 것으로 나타났다. 여러 해가 지난 후 카터 자신은 PBS 인터뷰에서 이 책이 칼럼니스트 조지 윌에 의해 가져갔다고 진술했지만, 윌은 카터를 "상습적인 거짓말쟁이"라고 부르며 이를 부인했다.
리 앳워터는 현대 공격적인 "오포" 기술의 "아버지"로 여겨진다. 앳워터는 고향인 사우스캐롤라이나에서 스트롬 서먼드 상원의원을 위해 일하고 (나중에 주지사가 된) 캐롤 캠벨 하원의원을 선출하는 데 자신의 스타일을 연마했다. 1984년과 1988년 로널드 레이건과 조지 H. W. 부시의 대통령 선거 캠페인에서, 앳워터는 당시 급부상하던 24시간 뉴스 방송을 위해 공화당 전국위원회의 월터 먼데일과 마이클 두카키스에 대한 진보된 오포 작업을 장려하고 지휘했다. 1988년 대통령 선거 캠페인 동안, 수십 명의 공화당 전국위원회 연구원들이 24시간 내내 세 교대로 일했다. 플로이드 브라운이 만든 악명 높은 "윌리 호튼" TV 광고는 유권자들을 두카키스에게서 멀어지게 하고 공화당에게로 향하게 하는 데 도움이 되었는데, 앳워터와 부시는 브라운의 광고가 독립적으로 자금을 지원받고 제작되었기 때문에 그럴듯한 부인으로 보호받았다. 수십 년 후 부시 기록 보관소에 대한 학술 연구에 따르면 부시 직원이자 캔디스 스트로더가 윌리 호튼에 대한 정보 파일을 엘리자베스 페디아이에게 넘겨주었는데, 그녀는 광고 계약을 맺은 비영리 단체의 일원이었다. (호튼 이야기는 1년 내내 완전히 공개되었으며, 로렌스(매사추세츠) 이글-트리뷴 신문이 퓰리처상을 수상한 뉴스 보도의 일부였다.) 윌리 호튼은 주지사 두카키스의 임기 중 주말 휴가로 풀려난 아프리카계 미국인 유죄 판결을 받은 살인자였는데, 그는 탈출하여 메릴랜드에서 잔혹한 강간을 저지르고 피해자의 남편을 칼로 찔렀다. 앳워터는 또한 유권자들을 상대방으로부터 멀어지게 하기 위해 역정보 전략을 사용하는 "푸시 여론 조사"와 "소문 캠페인"을 시작한 것으로 인정받는다. 앳워터의 전기에는 그의 생애 말년에 했던 인터뷰에서 그가 자신의 비윤리적인 기술 중 일부를 후회했다고 말하는 내용이 인용되어 있다.
1992년 대통령 선거에서 공화당은 조지 H. W. 부시에 맞서 출마한 빌 클린턴을 조사하기 위해 "최첨단 (상대방 조사) 전쟁 기계"에 600만 달러를 지출했다고 보고했다. 같은 선거에서 클린턴 캠페인은 클린턴의 여성 편력 의혹을 조사하기 위해 사립 탐정에게 10만 달러 이상을 지불했으며, 20명 이상의 여성을 조사했다.
2000년 대통령 선거에서 오랜 상대방 조사원이자 닉슨 충성파인 로저 스톤은 전 국무장관 제임스 베이커에 의해 2000년 마이애미-데이드 카운티에서 논란이 된 대통령 선거 재개표를 감독하도록 영입되었다. 스톤은 그 중요한 카운티에서 거리 시위를 조직하고 재개표를 최종적으로 중단시킨 공로를 인정받는다.
2004년 대통령 선거에서 민주당 상대방 조사원 크리스 레한은 공화당 상대방에게 자신의 기술을 사용하는 것이 아니라, 예비 선거에서 다른 민주당원에게 사용하여 악명을 얻고 명성을 쌓았다. 은퇴한 육군 장군 웨슬리 클라크를 위해 일하면서, 레한은 하워드 딘이 버몬트 주지사로서의 행정 기록 보관소 조사에 기초하여 위선적이고 부정직하다는 미디어 "내러티브"를 확립하려고 했다.
앳워터의 제자인 칼 로브는 텍사스 주지사 및 2000년과 2004년 대통령 선거에서 조지 W. 부시의 당선을 "설계"한 것으로 여겨진다. 2000년 선거에서 로브는 사우스캐롤라이나에서 "존 매케인이 흑인 사생아가 있다"는 소문 캠페인을 시작한 푸시 여론 조사를 주도한 것으로 인정받는다. 익명의 전화 여론 조사원들은 유권자가 매케인 지지자임을 확인하자 "매케인이 혼외 자녀를 낳았다는 것을 알면 존 매케인에게 투표할 가능성이 더 높아지거나 낮아지겠습니까?"라는 질문을 했다. 이 질문은 노골적인 비방은 아니었지만, 밥 존스 대학교 총장이 매케인에 대한 자체 인터넷 캠페인을 시작하도록 유도했고, 매케인이 유인했던 유권자들의 신뢰를 약화시키는 데 성공했다. 부시 진영은 일반 대중이 알지 못했던 사실, 즉 존 매케인이 실제로 아내 신디가 구출한 어두운 피부의 방글라데시 난민의 입양 아버지라는 것을 알고 있었다.
2008년 대통령 선거에서 버락 오바마의 상대방 조사원들은 존 에드워즈가 캠페인 비용으로 400달러를 이발에 지불했다는 사실을 밝혀냈고, 캠페인 매니저 데이비드 플루프가 나중에 출간한 회고록에 따르면 Politico의 벤 스미스에게 이 정보를 제공했다. 민주당 전국위원회가 계속해서 조사 부서를 지원하고 있음에도 불구하고, 2008년 대통령 선거 이후 뉴욕 타임즈는 "민주당 전국위원회의 유산 자체가 앞으로 명확하지 않다. 오바마는 자신의 캠페인에서 모금, 유권자 투표율, 상대방 조사 등 모든 책임을 효과적으로 흡수했다"고 보도했다.

### 미국 행정부 사례
- 프랭클린 루스벨트 행정부: 1940년, 백악관은 프랭클린 D. 루스벨트 대통령이 하급 보좌관에게 그의 상대 웬들 윌키가 혼외정사를 하고 있다는 소문을 퍼뜨리라고 지시하는 대화를 우연히 녹음했다: "우리의 주요 연설가들은 그것을 언급할 수 없지만, 하급 사람들은 그것을 퍼뜨릴 수 있다."[38]
- 존슨 행정부: 1964년, 린든 B. 존슨 대통령은 암살 시도를 막고 그의 정치적 경쟁자인 로버트 F. 케네디와 시민권 운동가들을 감시하기 위해 30명의 연방수사국(FBI) 요원을 뉴저지 주 애틀랜틱시티의 민주당 전당 대회에 보냈다. 존슨은 나중에 그의 공화당 경쟁자인 배리 골드워터도 연방 도청을 통해 FBI 감시하에 두었다.[39]
- 닉슨 행정부: 리처드 닉슨 행정부 동안, 백악관 직원들은 닉슨을 비판한 정치적 상대방, 기자, 그리고 특히 베트남 문제에 대한 닉슨 정책에 반대한 예술가 및 배우(예: 제인 폰다와 폴 뉴먼)의 이름을 담은 목록을 작성하여 국세청 조사를 유도할 의도로 사용했다. 닉슨이 사임할 수밖에 없었던 몇 년 후, 찰스 콜슨과 존 딘과 같은 전직 직원들이 세부 사항을 공개하기 시작하면서, 닉슨이 오직 반대 의견만을 이유로 개인 시민을 감시한 전체 범위는 알려지지 않았다. 닉슨의 적 리스트는 찰스 콜슨이 작성하고 조지 T. 벨[1](콜슨의 보좌관, 백악관 특수 고문)이 작성하여 1971년 9월 9일 존 딘에게 메모 형태로 보낸 리처드 닉슨 대통령의 주요 정치적 상대방 목록의 비공식적인 이름이다. 이 목록은 공식적으로 "상대방 목록" 및 "정치적 적 프로젝트"로 알려진 캠페인의 일부였다. 백악관 법률 고문실이 설명한 공식적인 목적은 IRS의 세무 감사, 그리고 "보조금 가용성, 연방 계약, 소송, 기소 등"을 조작하여 닉슨의 정치적 적들을 "곤경에 빠뜨리는" 것이었다.[40]
- 포드 행정부: 제럴드 포드 대통령 재임 중, 딕 체니 부보좌관은 현재 악명 높은 메모에서 도널드 럼즈펠드에게 백악관이 미국 법무부를 이용해 상대방 조사를 실시하고 시모어 허시와 뉴욕 타임스와 같은 정치적 상대방과 비판적인 언론인에게 보복해야 한다고 제안하며, 1917년 간첩법 조항에 따라 행정부가 언론인을 적절하다고 판단하는 대로 기소할 권한이 있다고 주장했다.[41]
- 레이건 행정부: 1984년, 로널드 레이건 대통령 재임 중, 공화당 전국위원회는 The Opposition Research Group을 설립하고 자체 예산 110만 달러를 책정했다. 이 직원들은 투표 기록, 의회 기록 연설, 언론 스크랩 및 대본, 선거 운동 자료에서 얻은 데이터를 기반으로 8명의 민주당 대통령 후보에 대한 정보를 축적했으며, 이 모든 정보는 쉽게 접근할 수 있도록 컴퓨터에 저장되었다. 이런 방식으로 레이건 팀은 불일치한 점들을 추적하고 공격할 수 있었다. 이 원본 데이터베이스는 50개 주에서 공화당원들이 수집한 정보를 연결하는 네트워크로 발전하여, 에어 포스 원 탑승 중에도 고위 공화당 직원이 접근할 수 있는 마스터 데이터베이스를 만들었다.[42] 이 공화당 전국위원회 데이터베이스는 레이건 백악관과 캠페인 팀 모두에게 접근 가능했지만, 미국 연방 자금이 The Opposition Research Group이나 그 활동에 자금을 지원했다는 증거는 드러나지 않았다.
- 클린턴 행정부: 빌 클린턴 행정부 동안, 파일게이트 스캔들이 터졌는데, 백악관 직원들이 힐러리 클린턴 영부인의 지시에 따라 이전 행정부의 레이건 및 부시 직원들의 보안 검사를 위해 작성된 500개의 FBI 파일에 부적절하게 접근했다고 알려졌을 때였다. 의심스러운 자격으로 클린턴 여사에 의해 고용되었다고 알려진 크레이그 리빙스턴은 대중의 비난 속에서 사임했다. 케네스 스타 특검 조사의 선서 증언에서 클린턴 여사는 리빙스턴을 고용한 적도, 파일을 부적절하게 열람한 적도 없다고 진술했다.[43]
- 조지 W. 부시 행정부:  공화당 전국위원회에서 활동했던 두 명의 전직 상대방 조사원인 티머시 그리핀과 모니카 굿링은 민주당이 임명한 연방 검사들에 대한 데이터 수집을 해임의 근거로 사용하려는 시도에 연루되었다. 또한 이 행정부 동안, 듀크 커닝햄에게 향한 뇌물 활동에 대한 조사에서 미 국방부의 정보 수집 부서인 방첩야전활동 (CIFA)이 2008년에 해체되었다. 이는 미국 정부가 퀘이커를 포함한 126개 국내 평화 운동 단체에 대한 상당한 양의 정보 데이터베이스와 무장 군인 모집 사무소 밖에서의 평화 시위 등 1,500여 건의 "의심스러운 사건"에 대한 정보를 보유하고 있었음이 밝혀졌기 때문이며, 이 단체들이 국가 안보에 특별한 위협을 가하지 않았음에도 불구하고 그러했다. 이 프로그램은 탈론(Talon)으로 알려져 있었다. 프로그램 해체와 워싱턴 포스트 보도 사이에는 약 2년의 간격이 있었다. 워싱턴 포스트는 익명의 "관계자"를 인용하여 "표면적으로는 데이터베이스에 있었지만 실현 가능한 위협으로 판단되지 않아 삭제되지 않았어야 할 것들이 삭제되지 않은 것처럼 보인다"고 말했다. "또한 이러한 것들이 위협으로 확인되기 전에는 애초에 데이터베이스에 입력되어서는 안 되었다고 주장할 수도 있다."[44]
- 버락 오바마 행정부: 2009년 2월, 민주당 전국위원회에서 활동했던 전 상대방 조사원 셰나 데일리가 백악관 법률 고문실의 조사원으로 임명되었다. 데일리는 버락 오바마의 대통령 선거 운동 기간 동안 부조사 책임자였으며, "비방 중단"이라는 명목으로 오바마의 인물과 전기에 대한 온라인 바이러스 공격을 반박하는 데 많은 시간을 보냈다. 직후, 정치적 상대방에 대한 조사를 수행할 것이라는 추측 속에서 그녀는 민주당 전국위원회 조사 책임자로 재배치되었다. Politico.com은 2009년 2월 27일 "클린턴 말기처럼 급박한 대응 요구에 직면하지 않는 법률 고문실은 조사 직책을 채울 계획이 없다"고 보도했다.[45] 더 아메리칸 스펙테이터는 "워싱턴 프라울러" 블로그에서 데일리가 백악관 법률 고문실에 "약 한 달 동안" 근무했으며, 따라서 "미국 변호사 해임, 미국 애국법, 해외정보감시법 및 스쿠터 리비와 칼 로브 조사와 관련된 부시 행정부 문서의 수많은 자료"에 접근할 수 있었다고 보도했다. "프라울러"는 "민주당 전국위원회 직원"의 말을 인용하여 "그녀는 백악관 법률 고문실의 규칙과 법률에 묶여 있는 건물 내부보다 외부에서 본 모든 자료로 더 많은 일을 할 수 있다는 것을 깨달았다. 이제 그녀는 그렇지 않다. 그녀는 자신의 일을 잘하고; 백악관에서의 시간은 우리가 공화당을 허둥지둥하게 만들 자료의 엄청난 양(sic)을 가지고 있다는 것을 의미한다. 적어도 우리는 그렇게 바란다."[46]

### 미국 대법원 사례
1916년, 우드로 윌슨 대통령이 루이스 브랜다이스를 대법관으로 지명하자, 그의 인준을 막으려던 "관심 있는" 시민들은 브랜다이스가 "급진적 시온주의자"라는 정보를 제공했지만, 그는 유대교를 실천하지 않았다. 브랜다이스는 자신의 상대방 조사 노력을 통해 비방자들을 공격적으로 따돌렸는데, 여기에는 보스턴 백베이 출신을 중심으로 하버드 총장 로런스 로웰과 윌리엄 하워드 태프트 전 대통령이 이끄는 그룹, 그리고 수많은 미국 변호사 협회 전 회장들을 포함한 집단의 사회적 및 재정적 연결을 폭로하는 신중하게 구성된 차트가 포함되었다. 브랜다이스는 이 차트를 뉴 리퍼블릭의 월터 리프먼에게 보냈고, 그는 "미국에서 가장 동질적이고, 자기 중심적이며, 자만에 찬 공동체"를 비난하는 사설을 썼다. 브랜다이스는 4개월간의 청문회 끝에 상원 투표에서 47대 22로 인준되었다.
로널드 레이건은 1987년 로버트 보크 판사를 미국 대법원 임명 후보로 지명했고, 이는 민주당 매사추세츠 상원의원 에드워드 M. 케네디의 상원 연설을 유발했으며, 이는 나중에 "로버트 보크의 미국" 연설로 알려졌다.
로버트 보크의 미국은 여성들이 뒷골목 낙태를 강요받고, 흑인들이 분리된 식당 카운터에 앉으며, 불량 경찰이 한밤중에 시민들의 문을 부수고 들어오고, 학생들은 진화론을 배울 수 없으며, 작가와 예술가들은 정부의 변덕에 따라 검열될 수 있고, 연방 법원의 문은 사법부가 우리 민주주의의 핵심인 개인의 권리를 보호하고 종종 유일한 보호자인 수백만 시민의 손가락을 닫아버리는 땅이다.
케네디의 연설은 민주당의 신속한 상대방 조사 노력을 촉발했지만, 백악관은 2개월 반을 기다렸다. 델라웨어 상원의원이자 대통령 후보였던 조지프 바이든의 지휘 아래 상원 법사위원회는 보크 지명을 지지하기 위해 레이건 참모들이 공개한 자료에 대한 보고서를 위임했다. 듀크 대학교 법학 교수 두 명을 포함한 변호사 패널이 작성한 78페이지 분량의 보고서는 "바이든 보고서"로 알려졌다. 이 보고서는 보크의 기록을 상세히 기술하고 그의 판결 패턴을 분석하여 그를 공정한 법학자라기보다는 보수적인 "활동가"로 평가했다. 궁극적으로 보크의 논란 많은 지명은 실패했고, 앤서니 케네디(테드와 무관)가 나중에 그 자리에 임명되었다. 보크의 지명에 대한 격렬한 연구 기반 반대는 상당한 언론의 주목을 받았지만, 인준 투표 직전의 갤럽 여론조사는 미국인 중 극소수만이 해당 후보자의 이름을 알거나 그의 판결을 기억할 수 있음을 보여주었다. 나중에 새로운 동사가 생겨났다. 후보자 또는 지명자를 "보크하다(to bork)"는 것은 너무 방대한 조사와 격렬한 반대를 가하여 해당 인물이 철회할 수밖에 없게 만드는 것을 의미한다.
조지 W. 부시 대통령이 해리엇 미어스를 미국 대법관으로 지명하자, 보스턴 글로브는 공화당 보수 옹호 단체들이 그녀에 대한 상대방 조사를 수행하고 있다고 보도했다: "단체들은 상원 법사위원회 위원들이 미어스의 인준 청문회에서 질문하기를 원하는 질문 목록을 돌리고 있다. 활동가들의 숨겨진 희망은 미어스가 법에 대한 무지를 드러내 상원의원들에게 그녀에게 반대할 이유를 제공하는 것이다." 미어스는 나중에 법원 지명에서 이름을 철회했다.
2005년 7월 7일, 샌드라 데이 오코너 대법관의 사임 직후, 민주당 전국위원회는 당시 조지 W. 부시 대통령이 그녀의 후임으로 지명한 새뮤얼 알리토의 "반시민권" 및 "반이민" 판결에 대한 정보를 수집하고 유포했다. 조사 결과, 이 문서들은 민주당 전국위원회의 조사 책임자인 데보라 애들러에 의해 수정된 것으로 드러났다. 알리토의 "기록"은 그를 부정적인 시각으로 제시하기 위해 의도적으로 변경되었다. 이 사건은 흔치 않은 것은 아니었지만, 변경되고 전자적으로 전달되는 문서에 종종 무심코 저장되는 "메타데이터"에 대한 주의를 환기시켰기 때문에 주요 언론에서 주목을 받았다.
2009년 5월 2일, 데이비드 사우터 대법관이 사임 의사를 밝힌 후, 뉴욕 타임즈는 정의위원회의 사무총장인 커트 레비가 보수주의자들이 "17명의 여성에 대해 상대방 조사 노력을 집중하고 있으며, 이들을 인지된 기회에 따라 두 계층으로 나누었다"고 언급했다고 보도했다.

### 미국 주
2010년 1월 7일, 펜실베이니아 하원의원 의원 보좌관 7명이 2007년 현직 공직자들의 정치적 상대방에 대한 상대방 조사를 포함한 캠페인 활동을 위해 주 자원을 불법적으로 사용한 혐의로 유죄를 인정했다. 이 7명은 민주당원이었고, 총 25건의 기소가 민주당 및 공화당 정치인 혼합으로 기소되었다.
러마 알렉산더의 2002년 미국 상원 선거 캠페인 동안, 알렉산더 캠페인 직원들은 상대인 밥 클레먼트가 소유주가 은행 사기로 투옥된 실패한 은행의 이사로 분명히 활동하는 사진이 익명으로 우편으로 발송된 것을 받았다. 알렉산더 캠페인이 클레먼트의 유죄 판결을 받은 중범죄자들과의 재정적 연관성 문제를 제기하자, 클레먼트는 어떠한 연관성도 부인했다. 알렉산더 캠페인이 사진을 증거로 제시하자, 클레먼트는 자신의 역할이 단지 비공식적인 자문 역할이었다고 주장했다.
2009년 7월 초 알래스카 주지사 세라 페일린은 2008년 공화당 대통령 선거에서 존 매케인의 러닝메이트로 포함된 이후 상대방 조사와 윤리 조사로 인한 복잡한 문제 때문에 주지사직에서 사임할 것이라고 발표했다. 나중에 기자회견에서 페일린은 기자들에게 "분명히 8월 29일, 제가 부통령 후보로 지명된 날 상황이 너무나 급변했다"고 말했다. "그때부터 시작된 상대방 조사와 게임은 알래스카 정치의 새로운 표준이 된 것 같고, 제가 션 파넬에게 고삐를 넘겨줄 때까지는 계속될 것이다. 이는 매우 산만하게 만들었다."
2009년 7월 펜실베이니아 주 의회에서 전 주 하원 민주당 선거 위원회 의장이었던 스티븐 스텟러 의원은 상대방 조사를 주 공무원에서 민간 회사로 전환하려는 계획을 거부하면서 조사에 휩싸였다. 톰 코벳 법무장관은 2006년과 2004년 주 민주당 선거 캠페인에서 그러한 조사를 수행한 주 공무원들에게 수백만 달러의 공적 자금이 지급되었다고 주장했다. 스텟러는 2006년 이후 하원을 떠나 주 재무장관이 되었다. 전 보좌관인 댄 위데머는 대배심원들에게 정치적 동기가 있는 조사를 공무원의 손에서 제거하려는 제안이 "대체로 좌절되었다"고 증언했다. 스텟러는 기소되지 않았지만, 12명의 전 하원의원과 그들의 직원이 정치 캠페인 업무에 공적 자금을 유용했다는 혐의로 기소되었다. 스텟러는 소환된 사람들 중 한 명이라고 민주당 주지사 에드 렌델의 대변인 척 아르도가 말했다. 청문회는 9월에 리처드 루이스 판사 앞에서 열릴 것이다.

## 대중 매체 윤리
상대방 조사 출처의 정보를 사용하는 관행은 1994년 워싱턴 포스트의 미디어 분석가 하워드 커츠에 의해 검토되었다. 커츠는 주요 방송사, 뉴스위크, 월스트리트 저널, 로스앤젤레스 타임스, 그리고 기타 영향력 있는 언론 매체를 조사하여 데이비드 헤일을 화이트워터 사건의 증인으로 사용하는 상대방 조사 정보의 활용 수준이 다양하다는 것을 발견했다. 이때 브라운은 자신이 컬럼비아 저널리즘 리뷰에서 주목받았던 네 가지 주류 언론 기사의 출처였음을 확인했는데, 이는 그 기사들이 시민 연합에서 유포되는 상대방 조사와 놀랍도록 유사했기 때문이었다.
1992년 U.S. News & World Report의 기자 매튜 쿠퍼, 글로리아 보거, 마이클 바로네는 "기자들은 객관적인 관찰자일 뿐만 아니라, 끊임없이 '오포' 직원들에게 연락하여 정보를 얻거나 때로는 정보를 교환한다"고 썼다.

## 정치적 다툼
2007년 봄, 뉴욕 주 상원의원 조지프 브루노의 정치 컨설턴트로 일하던 로저 스톤은 뉴욕 주지사 엘리엇 스피처의 85세 아버지의 자동 응답기에 위협적인 전화 메시지를 남긴 후 사임했는데, 이는 스피처의 선거 자금이 부적절하게 운영되었다고 주장하는 내용이었다. 같은 해 11월, 스톤은 스피처의 매춘부와의 성적 선호와 성적 소품, 심지어 발목 길이의 검은 양말까지 상세히 기술한 편지를 FBI에 보냈다. 스톤은 자신이 고객으로서 같은 매춘부들을 자주 이용했기 때문에 권위 있는 출처로 여겨졌다. 이어진 법무부 조사는 결국 스피처의 주지사 사임으로 이어진 증거를 제시했다. 스톤의 의뢰인이었던 브루노는 스피처의 오랜 정치적 적이었다.